# Станово (Мазовецьке воєводство)
Станово (пол. Stanowo) — село в Польщі, у гміні Бодзанув Плоцького повіту Мазовецького воєводства.
Населення — 310 осіб (2011).
У 1975—1998 роках село належало до Плоцького воєводства.

## Демографія
Демографічна структура станом на 31 березня 2011 року:
|          | Загалом | Допрацездатний вік | Працездатний вік | Постпрацездатний вік |
| -------- | ------- | ------------------ | ---------------- | -------------------- |
| Чоловіки | 153     | 37                 | 103              | 13                   |
| Жінки    | 157     | 40                 | 83               | 34                   |
| Разом    | 310     | 77                 | 186              | 47                   |